# Burlingame Treaty
Das Burlingame Treaty (chinesisch 蒲安臣條約 / 蒲安臣条约, Pinyin Pú'ānchén Tiáoyuē – „Burlingame-Abkommen“, amtlich 中美天津條約續增條款 / 中美天津条约续增条款,  Zhōng Měi Tiānjīn Tiáoyuē Xùzēng Tiáokuǎn – „Zusatzklausel zum Chinesisch-Amerikanischen Vertrag von Tianjin“) war ein völkerrechtlicher Vertrag zwischen den Vereinigten Staaten und China, der den Vertrag von Tianjin ergänzte und die formale Grundlage für die Aufnahme freundschaftlicher Beziehungen zwischen den beiden Ländern schuf. Die Vereinigten Staaten gewährten China mit dem Vertrag den Status eines bevorzugten Außenhandelspartners im Sinne des „Meistbegünstigungsprinzips“. Der Vertrag, der nach dem amerikanischen Diplomaten Anson Burlingame benannt wurde, wurde im Juli 1868 unterzeichnet und trat im gleichen Jahr in Kraft.
Das Burlingame Treaty
- erkannte das Recht Chinas an, auf seinem gesamten Staatsgebiet Enteignungen vorzunehmen;
- gewährte China das Recht, in den Häfen der Vereinigten Staaten Konsuln zu berufen, „die dieselben Privilegien und Immunitäten genießen, die auch die Konsuln von Großbritannien und Russland genießen“;
- schrieb fest, dass „US-amerikanische Staatsbürger in China vor jeder religiösen Verfolgung zu schützen und dass Chinesen in den USA volle Gewissensfreiheit zu gewähren und in beiden Ländern vor jeglicher Benachteiligung oder Verfolgung wegen ihres religiösen Glaubens oder Kultus zu schützen“ seien;
- gewährte Bürgern beider Länder, die im jeweils anderen Land lebten, gewisse Privilegien, von denen das Privileg der Einbürgerung jedoch ausgenommen wurde.

Die besondere historische Bedeutung des Burlingame Treaty bestand darin, dass damit der Export billiger Arbeitskräfte (Kulihandel) in die USA ermöglicht wurde. Nachdem in den USA der innenpolitische Druck, den Zustrom chinesischer Kulis zu begrenzen, erheblich angewachsen war, wurde der Vertrag auf Veranlassung von Präsident Rutherford B. Hayes 1880 neu verhandelt. In der neuen Fassung wurde die Einreise chinesischer Staatsbürger in die USA zwar nicht verboten, jedoch ausgesetzt. Die Verpflichtung der Vereinigten Staaten zum Schutz der Rechte derjenigen Immigranten, die bereits im Lande lebten, wurde bestätigt.
Durch die Bestimmungen des Chinese Exclusion Act wurde das Burlingame Treaty 1882 außer Kraft gesetzt. 1888 folgte ihm das Bayard-Zhang Treaty.